# 路易-樊尚-约瑟夫·圣伊莱尔
圣伊莱尔伯爵路易-樊尚-约瑟夫·勒布隆（法語：Louis-Vincent-Joseph Le Blond, Comte de Saint-Hilaire，法語發音：[lwi vɛ̃sɑ̃ ʒozɛf lə blɔ̃ kɔ̃t də sɛ̃t‿ilɛʁ]，1766年9月4日—1809年6月5日）是一位参与过法国大革命战争和拿破仑战争的法国将军，以其智慧和军事才能被譽為「軍隊的骄傲」。

## 背景和早年生活
路易-樊尚-约瑟夫·圣伊莱尔于1766年9月4日出生于埃纳的里布蒙，是某骑兵团一名上尉的儿子。1777年9月13日，圣伊莱尔11岁时成为其父所在骑兵团的学员。1781年，他作为一个骠骑兵团的少尉前往东印度群岛服役。在那里，他于1783年9月16日调到阿基坦步兵团（后来更名为第35步兵团）。圣伊莱尔于1785年返回法国，并于1788年6月1日晋升中尉，于1792年7月1日晋升上尉。

## 法国大革命战争
圣伊莱尔从1792年到1793年在阿尔卑斯军团服役。他在1793年的土伦围城战中指挥了法军左翼的前卫部队。正是在这里，他第一次见到了拿破仑。城市被收复后，他于1793年12月27日被萨利切蒂和巴拉斯人民的代表提名为临时营长，并被派往马塞纳的意大利军队。1794年4月5日，他参加了对奥涅格利亚的远征，同年8月来到拉哈普将军的部队内服役。拉哈普写下了对这位年轻军官的评价：
这位年轻军官的道德和政治行为一直都很好，他的为人原则从未被磨灭。他的军事才能已经远超同龄人，不论在任何时候，他都表现出极大的勇气，一直以来都无所畏惧。他已经跟随我参加两场战斗了，每一次都身先士卒，出色地完成任务。
1794年12月3日，他被任命为临时副旅长。1795年4月14日，他率领两个侦察连队夺取了奥尔梅亚附近的阵地，并在整个皮埃蒙特军团的攻击下保卫了这个阵地近三个小时，还俘虏了300名敌军士兵。1795年6月13日，救国委员会确认了他的副旅长职务。在凯勒曼下令他用480人保卫一个阵地后，圣伊莱尔在1795年9月19日不仅击退了9,000名奥地利-撒丁士兵发起的进攻，还俘虏了600人。
1795年9月26日，圣伊莱尔临时晋升为旅长，并率领3,000人参加了洛阿诺战役。在战斗中，他被一颗子弹击中，左手失去了两根手指。在1796年，他领导了拉哈佩、马塞纳、奥热罗和索雷等将军下属的步兵旅。

## 拿破仑战争
从1805年起，圣伊莱尔在拿破仑的大军团中服役，担任各种师级指挥官。1805年，他在第三次反法同盟中指挥让-德·迪厄·苏尔特元帅第四军团的一个师，在奥斯特里茨战役中，他率领对普拉岑高地的决定性进攻。虽然在一开始就受了重伤，但在剩下的战斗中圣伊莱尔仍亲自指挥。1806年至1807年间，他在耶拿、埃劳和海尔斯堡作战，表现出色。1808年，圣伊莱尔被封为帝国伯爵，并在德意志军团中担任师长，并与军团一起在德国南部和奥地利作战。1809年4月22日，圣伊莱尔在埃克米尔战役中的表现使他在拿破仑眼中脱颖而出。
1809年5月22日，圣伊莱尔在阿斯珀恩-埃斯灵之战被炮弹炸断左腿，15天后死于坏疽。拿破仑在一个月前承诺要封其为帝国元帅，以表彰圣伊莱尔在早期战役中的出色表现，但圣伊莱尔在元帅权杖从巴黎送到前线前就阵亡。1810年，拿破仑下令将他的遗体与让·拉纳元帅一起埋葬在先贤祠。圣伊莱尔的名字刻在巴黎的凯旋门下。